# Arquidiócesis de Lubumbashi
La arquidiócesis de Lubumbashi (en latín: Archidioecesis Lubumbashiensis y en francés: Archidiocèse de Lubumbashi) es una circunscripción eclesiástica de la Iglesia católica en la República Democrática del Congo. Se trata de una arquidiócesis latina, sede metropolitana de la provincia eclesiástica de Lubumbashi. Desde el 22 de mayo de 2021 su arzobispo es Fulgence Muteba Mugalu.

## Territorio y organización
La arquidiócesis tiene 61 828 km² y extiende su jurisdicción sobre los fieles católicos de rito latino residentes en las ciudades de Likasi y de Lubumbashi, el territorio de Kambove y parte de los de Kipushi y Mitwaba en la provincia de Alto Katanga; y el extremo oriental de la provincia de Lualaba al este del río Congo (o Lualaba).
La sede de la arquidiócesis se encuentra en la ciudad de Lubumbashi, en donde se halla la Catedral de San Pedro y San Pablo.
La arquidiócesis tiene como sufragáneas a las diócesis de: Kalemie-Kirungu, Kamina, Kilwa-Kasenga, Kolwezi, Kongolo, Manono y Sakania-Kipushi.
En 2021 en la arquidiócesis existían 75 parroquias.

## Historia
La prefectura apostólica de Katanga fue erigida el 5 de agosto de 1910 con el decreto Ut uberes de la Congregación de Propaganda Fide, obteniendo el territorio del vicariato apostólico del Congo Belga (hoy arquidiócesis de Kinsasa).
El 18 de julio de 1922 cedió una parte de su territorio para la erección de la prefectura apostólica de Lulua Central y Katanga (hoy diócesis de Kamina) mediante el breve Quae catholico del papa Pío XI.
El 12 de mayo de 1925 cedió otra parte de su territorio para la erección de la prefectura apostólica de Luapula Superior (hoy diócesis de Sakania-Kipushi) mediante el breve Supremi apostolatus del papa Pío XI.
El 22 de marzo de 1932 la prefectura apostólica fue elevada a vicariato apostólico con el breve Magna cum delectatione del papa Pío XI.
El 10 de noviembre de 1959, como resultado de la bula Cum parvulum del papa Juan XXIII, el vicariato apostólico fue elevado al rango de arquidiócesis metropolitana y asumió el nombre de arquidiócesis de Elisabethville.
Asumió su nombre actual el 30 de mayo de 1966.
El 13 de noviembre de 1976 cedió una porción de su territorio a la diócesis de Sakania (hoy diócesis de Sakania-Kipushi) mediante el decreto Quo facilius.
El 21 de enero de 1977 cedió otra porción de su territorio a la diócesis de Kilwa (hoy diócesis de Kilwa-Kasenga) mediante el decreto Quo facilius.

## Estadísticas
Según el Anuario Pontificio 2022 la arquidiócesis tenía a fines de 2021 un total de 1 930 360 fieles bautizados.
| Año                                                                             | Población            | Población | Población      | Sacerdotes | Sacerdotes    | Sacerdotes    | Bautizados por sacerdote | Diáconos permanentes | Religiosos | Religiosos | Parroquias |
| Año                                                                             | Bautizados católicos | Total     | % de católicos | Total      | Clero secular | Clero regular | Bautizados por sacerdote | Diáconos permanentes | Varones    | Mujeres    | Parroquias |
| ------------------------------------------------------------------------------- | -------------------- | --------- | -------------- | ---------- | ------------- | ------------- | ------------------------ | -------------------- | ---------- | ---------- | ---------- |
| 1950                                                                            | 72 502               | 210 000   | 34.5           | 67         |               | 67            | 1082                     |                      | 97         | 124        | 3          |
| 1968                                                                            | 237 655              | 550 324   | 43.2           | 149        | 53            | 96            | 1595                     |                      | 165        | 270        | 37         |
| 1980                                                                            | 518 000              | 906 000   | 57.2           | 121        | 31            | 90            | 4280                     |                      | 123        | 271        | 50         |
| 1987                                                                            | 686 200              | 1 440 612 | 47.6           | 146        | 53            | 93            | 4700                     | 1                    | 137        | 305        | 58         |
| 1999                                                                            | 442 153              | 849 005   | 52.1           | 130        | 62            | 68            | 3401                     |                      | 226        | 367        | 55         |
| 2000                                                                            | 957 655              | 1 075 358 | 89.1           | 169        | 66            | 103           | 5666                     |                      | 283        | 356        | 61         |
| 2001                                                                            | 960 455              | 1 078 623 | 89.0           | 155        | 70            | 85            | 6196                     |                      | 263        | 404        | 75         |
| 2002                                                                            | 966 491              | 1 964 266 | 49.2           | 165        | 74            | 91            | 5857                     |                      | 280        | 315        | 75         |
| 2003                                                                            | 974 962              | 2 244 576 | 43.4           | 176        | 77            | 99            | 5539                     |                      | 280        | 332        | 75         |
| 2004                                                                            | 884 700              | 1 973 785 | 44.8           | 186        | 82            | 104           | 4756                     |                      | 309        | 371        | 75         |
| 2013                                                                            | 1 524 000            | 2 771 000 | 55.0           | 230        | 92            | 138           | 6626                     |                      | 328        | 516        | 72         |
| 2016                                                                            | 1 648 912            | 2 997 648 | 55.0           | 312        | 158           | 154           | 5284                     |                      | 311        | 462        | 75         |
| 2019                                                                            | 1 809 000            | 3 290 000 | 55.0           | 363        | 167           | 196           | 4983                     |                      | 356        | 465        | 75         |
| 2021                                                                            | 1 930 360            | 3 510 720 | 55.0           | 367        | 171           | 196           | 5259                     |                      | 356        | 465        | 75         |
| Fuente: Catholic-Hierarchy, que a su vez toma los datos del Anuario Pontificio. |                      |           |                |            |               |               |                          |                      |            |            |            |

## Episcopologio
- Jean-Félix de Hemptinne, O.S.B. † (6 de agosto de 1910-6 de febrero de 1958 falleció)
- José Floriberto Cornelis, O.S.B. † (27 de noviembre de 1958-13 de abril de 1967 renunció[nota 1])
- Eugène Kabanga Songasonga † (13 de abril de 1967-25 de marzo de 1998 renunció)
- Floribert Songasonga Mwitwa † (22 de mayo de 1998-1 de diciembre de 2010 renunció)
- Jean-Pierre Tafunga, S.D.B. † (1 de diciembre de 2010 por sucesión-31 de marzo de 2021 falleció)
- Fulgence Muteba Mugalu, desde el 22 de mayo de 2021